# 春賀駅
春賀駅（はるかえき）は、愛媛県大洲市春賀にある四国旅客鉄道（JR四国）予讃線（愛ある伊予灘線）の駅である。駅番号はS16。

## 歴史
愛媛鉄道時代1919年2月1日より八多喜 - 五郎間に同名の春賀駅が設置されており、1934年（昭和9年）8月31日限りで廃止されていた。

### 年表
- 1961年（昭和36年）10月20日：開業[3][6]。気動車の旅客のみを取り扱う駅員無配置駅[7]。
- 1987年（昭和62年）4月1日：国鉄分割民営化により、JR四国の駅となる[3]。
- 2014年（平成26年）3月15日：予讃線伊予市 - 伊予長浜 - 伊予大洲間の愛称が愛ある伊予灘線となる。

## 駅構造

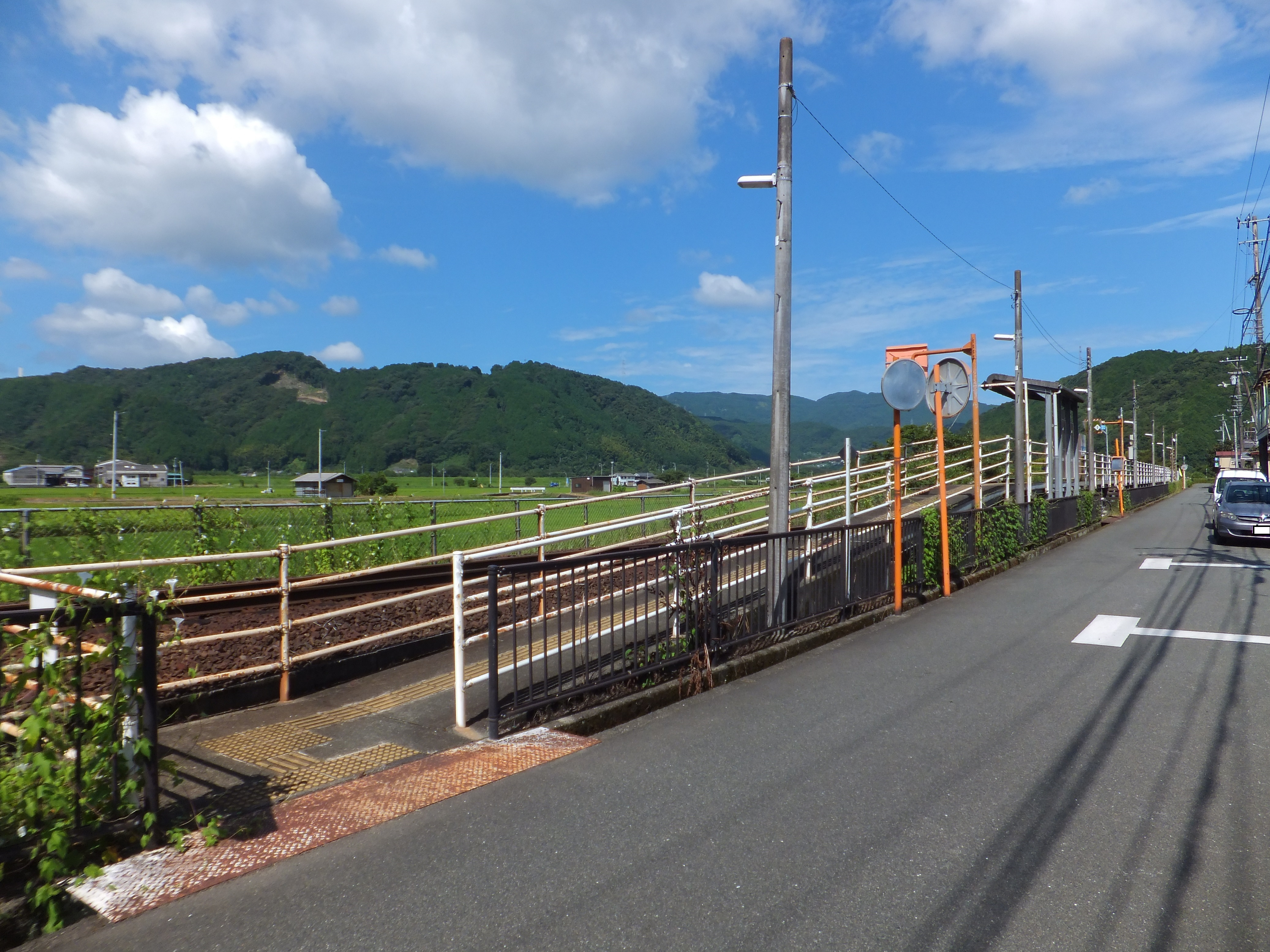
駅入口（2020年8月）

単式ホーム1面1線をもつ地上駅である。駅舎はなく、自動券売機も設置されていない。

## 利用状況
| 1日乗降人員推移 | 1日乗降人員推移 |
| 年度            | 1日平均人数     |
| --------------- | --------------- |
| 2011年          | 36              |
| 2012年          | 18              |
| 2013年          | 28              |
| 2014年          | 28              |
| 2015年          | 38              |

## 駅周辺
- 大洲市三善連絡所
- 大洲市立三善小学校
- 三善簡易郵便局
- 四国電力大洲送電所

## 隣の駅
四国旅客鉄道（JR四国）
■予讃線（愛ある伊予灘線）
八多喜駅 (S15) - 春賀駅 (S16) - 五郎駅 (S17)